# Константинос Гутас
Константинос Гутас, още капитан Гута или Гуда (на гръцки: Κωνσταντίνος Γκούτας), е гръцки революционер, деец на Гръцката въоръжена пропаганда в Македония от началото на XX век.

## Биография
Константинос Гутас е роден в гревенското село Месолури, тогава в Османската империя. Според Николас Баламачи е влах. В 1896 година участва в Гръцкото четническо движение в Македония заедно с Атанасиос Бруфас.
По-късно в началото на XX век се присъединява към гръцката пропаганда от втори ред, въпреки напредналата си възраст от 70 години, като подпомага четата на Лукас Кокинос. В 1905 година четата на Константинос Гутас напада Пляса, за да спре румънската служба в църквата „Света Богородица“, водена от Хараламбие Баламачи. Баламачи заравя румънските богослужебни книги, но службите на румънски продължават.
На 25 март 1905 година участва с четата на Стефанос Дукас (Мальос) в Загоричанското клане срещу мирни български жители. От лятото на 1906 година води чета, която на 26 август е отблъсната от Смилево от селската милиция. Продължава да действа в Битолско и Мариовско съвместно с Георгиос Диконимос (Макрис). По-късно се премества в Мариово, където подпомага гъркоманската чета на Стоян Цицов. Според български източник четата му е разбита, а самият той е убит в сражение с четата на Васил Балевски край Полчища през 1907 година, докато според гръцки източници след Младотурската революция се премества в Гърция.
Синовете му Стерьос и Теодорос също стават дейци на Гръцката въоръжена пропаганда в Македония.